# خدمت مبتنی بر مکان

## تعریف
فرهنگستان زبان و ادب فارسی Location Based Services را در گروه نقشه‌برداری، خدمات مکان-مبنا ترجمه و مصوب کرده است که مبتنی بر محل گویا تر به نظر می‌رسد. خدمت مکان-مبنا یا LBS (مخفف Location Based Services) خدمت اطلاعاتی است که توسط ابزارهای سیار در شبکه‌های بیسیم قابل دسترس است و بر مبنای استفاده از موقعیت این ابزارهای در حرکت استوارند.
تعریف مشابهی توسط سازمان OGC (مخفف Open Geospatial Consortium) در سال ۲۰۰۵ ارائه شده است:
"خدمات مکان-مبنا خدماتی در شبکه‌های بیسیم هستند که از اطلاعات مکانی برای ارائه خدمت به کاربر استفاده می‌کند".
این خدمات رده عمومی از خدمات در سطح برنامه رایانه هست که برای کنترل ویژگی‌ها از داده‌های مکان استفاده می‌کند. مانند خدمت اطلاعاتی و داشتن یک شماره شبکه‌های اجتماعی امروزی، یک سرویس سرگرمی قابل دسترس در ابزارهای سیار در شبکه‌های تلفن همراه که از اطلاعات موقعیت جغرافیایی ابزار همراه استفاده می‌کند.
دسترسی به موقعیت مکانی کاربر، و دریافت اطلاعات تکمیل کننده در رابطه با آن مکان، امکانی است که نرم افزار های مکان مبنا و مکان آگاه در اختیار کاربر و شرکت ها می گذارند.
نقشه راه‌های دیجیتالی از نمونه های این نوع خدمات هستند.

## کاربردهای خدمات مکان-مبنا[۳]
یک مثال آشکار در این مورد فروشگاه‌های خرده‌فروشی بزرگ هستند. پیدا کردن اقلام موردنیاز می‌تواند کار خسته‌کننده‌ای باشد، با توجه به اینکه نمی‌توان انتظار داشت که کارکنان فروشگاه جای همه‌ی کالاهای ریز و درشت را بدانند، مشتریان با استفاده از این خدمات کمترین سؤال را می‌پرسند و به‌راحتی همه چیز را پیدا می‌کنند.
درنتیجه فقط کافی است تا از اپلیکیشن فروشگاه استفاده کنید، چیزی را که لازم دارید وارد کنید و نقشه شما را به مکان دقیق وسیله‌ی موردنیازتان هدایت می‌کند. همچنین ممکن است که این اپلیکیشن گزینه‌های دیگری را نیز به شما پیشنهاد بدهد یا تبلیغات اضافی و برنامه‌های افزایش فروش، بخشی از الزامات آن باشد. در هر صورت مسئله به‌سرعت و به‌شکلی مؤثر حل می‌شود.
نیاز روبه‌رشد دیگری که با آن مواجه هستیم، افزایش ایمنی و امنیت فردی است. از آنجا که توانایی‌های چشم انسان و مأموران بخش امنیت از محدودیت‌هایی برخوردار است، در بسیاری از صنایع مختلف، برای نظارت هرچه تمام‌تر بر امور از دوربین‌های امنیتی (معمولا بی‌سیم) استفاده می‌کنند.
با استفاده از مفهوم محدوده‌ی مکانی هر دستگاهی که وارد منطقه‌ی غیرمجاز شود، می‌تواند هشدار مربوط به کارمندان امنیتی را فعال کند. طیف واکنش‌هایی که ممکن است رخ دهند، شامل از کار انداختن خدمات اینترنت بی‌سیم برای آن دستگاه خاص و اعزام نیروهای امنیتی و اقداماتی فراتر از آن است.
ممکن است که فردی گم شود (برای مثال در شهربازی، خانه‌ی سالمندان، محل نگه‌داری از افراد معلول و غیره) یا مسئله قدری جدی‌تر باشد؛ برای مثال ممکن است که دکمه‌ی وحشتزدگی (هشدار) یک اپلیکیشن (در موارد پزشکی، امنیتی و موارد دیگر) توسط فردی زده شده باشد و فرد با توجه به موقعیت دقیقی که در آن قرار دارد نیاز به کمک داشته باشد. جان افراد باید حفظ شود و اگر روش مقرون‌به‌صرفه‌ای وجود نداشته باشد چنین کاری امکان‌پذیر نخواهد بود.
مدیریت انرژی چطور؟ این نیاز رو‌ به افزایش است و افراد ترجیح می‌دهند که هزینه‌های مصرف انرژی‌شان را کاهش دهند. برای مثال دلیلی ندارد که چراغ یک اتاق خالی روشن باشد یا آن را گرم یا سرد کنیم. می‌توان از LBS برای تعیین شرایط دقیق و به‌روز‌رسانیِ شرایط محیطی ساختمان استفاده کرد.
کاربردهای بسیار بیشتری نیز برای این فناوری وجود دارد. بیایید تا مثال‌هایی را در بازارهای کلیدی تخصصی بررسی کنیم:

#### ۱. خرده‌فروشی
کارایی در هیچ کسب‌وکاری بیشتر از خرده‌فروشی، تعیین‌کننده‌ی موفقیت کلی نیست و امروزه بیش از هر زمان دیگری به یک مزیت رقابتی و پول‌ساز تبدیل شده است. یکی از کاربردهای کلیدی LBS تحلیلی است که رفت‌وآمد مشتری و الگوی خرید او را آشکار می‌کند. چنین داده‌هایی با مشخص کردن اینکه چه اقلامی باید در فروشگاه قرار داده شده و در کجای آن چیده شوند، می‌توانند به بهینه کردن آرایش فروشگاه کمک کنند. تکنیک‌های نظارتی نیز می‌توانند برای مقابله با چالش دزدی از فروشگاه به کار گرفته شوند.

#### ۲. آموزش
همه‌ی دانشگاه‌هایی که محوطه‌ی بزرگی دارند می‌توانند از LBS سود ببرند. دانشجویان سال اول که تلاش می‌کنند تا کلاس‌های ۸ صبح‌شان را پیدا کنند با دشواری زیادی روبه‌رو هستند، اما نقشه‌یابی و نشان دادن مسیر می‌تواند به‌راحتی این مشکل آنها را حل کند. همچنین پیدا کردن دانش‌آموزانی که در یک گروه مطالعاتی یا پروژه حضور دارند و مشخص کردن موقعیت دقیق آنها و اطلاعات‌شان در هر زمانی ممکن خواهد شد.

#### ۳. مراقبت‌های پزشکی
در شرایط بحرانی، ثانیه‌ها تعیین‌کننده هستند. نزدیک‌ترین محل برای احیای بیمار کجاست؟ پرستار یا دکتر خاصی که موردنیاز است کجاست؟‌ سریع‌ترین راه برای رسیدن به اورژانس چیست؟‌ نزدیک‌‌ترین آسانسور که به‌طور خودکار برنامه‌ریزی می‌شود کجاست تا بتوان چند ثانیه بیشتر از این زمان ارزشمند را حفظ کرد؟ فرصت‌هایی که برای یکپارچه‌سازی LBS و مراقبت‌های پزشکی وجود دارند تازه در حال کشف هستند.

#### ۴. تولید و توزیع
تجهیزات تولید و توزیع پیش از این تاحدی بهینه‌سازی شده‌اند. اما جریان کار و برنامه‌ی رسیدن مواد اولیه به یک ایستگاه مشخص می‌تواند پیچیده باشد. LBS می‌تواند به کمینه کردن ترافیک و زمان (بهبود واقعی خرید‌های سر وقت) و بیشینه کردن باروری کارکنان کمک کند.

#### ۵. خدمات دولتی
خدمات راهنما که از طریق اپلیکیشن ارائه می‌شوند، می‌توانند کمک کنند تا به‌راحتی و با کم‌ترین تلاش فرد موردنظر را در ادارات مختلف پیدا کنیم. همچنین کارمندان می‌توانند برای مشخص کردن منابع موردنیازشان با کم‌ترین تلاش و بیشترین کارایی، از این سیستم استفاده کنند.

#### ۶. سازمان‌های عمومی و بنگاه‌ها
می‌توان LBS را در همه‌ی سازمان‌ها به کار برد. نزدیک‌ترین چاپگر کجاست؟ با توجه به هویت، موقعیت مکانی، زمان خاصی در روز و عوامل دیگری که توسط خط مشی و مدیریت IT مشخص شده‌اند، چه خدمات تحت شبکه‌ای دردسترس من قرار دارند؟ آیا می‌توان از دستگاه افراد به عنوان کلید امنیتی (در ترکیب با شماره شناسایی فرد یا عوامل دیگر) استفاده کرد؟ فرصت‌هایی که وجود دارند بی‌شمار هستند و مثال‌هایی که در بالا بیان شدند تنها شروع کار هستند.
به این ترتیب زیر‌ساخت‌های تکنیکی برای LBS محرز، مقرون‌به‌صرفه و در دسترس هستند. محرک‌های بازار نیز برای LBS ایجاد شده‌اند که عبارتند از: کاهش هزینه‌ها، بهبود خدمات و افزایش ایمنی و امنیت.
هیچ مشکلی برای اتصال مشتری‌ها وجود ندارد، تقریبا همه‌ی تلفن‌های هوشمند از وای‌فای و BLE پشتیبانی می‌کنند. کاربران تقریبا مشکلی با نصب اپلیکیشن‌ها ندارند، حریم خصوصی درهنگام استفاده از مزایای LBS به‌ندرت تبدیل به مسئله‌ای مهم می‌شود و اطلاعات اندکی که از افراد ثبت می‌شود، نتیجه‌‌ی کار را برای آنها باارزش‌تر می‌کند. افرادی که واقعا پارانویا دارند می‌توانند در این مکان‌ها تلفن‌های همراه‌شان را خاموش کنند! ولی ما فکر می‌کنیم که خدمات شخصی‌سازی‌شده‌ی مکان‌-مبنا برای افراد بسیار باارزش هستند.

## مدل داده ای نقشه راه دیجیتالی
از شاخص گذاری با الگوریتم درخت مستطیلی و درخت بی پلاس استفاده می کند.